# Chrám Ochrany Presvätej Bohorodičky (Klenov)
Chrám ochrany přesvaté Bohorodičky (slovensky Chrám Ochrany Presvätej Bohorodičky) je řeckokatolický raně gotický farní kostel, který stojí v jihovýchodní části obce Klenov na Slovensku. Kostel včetně ochranné opevňovací zdi a zvonice byl v roce 1993 prohlášen kulturní památkou Slovenska.

## Historie
V kronice je uvedeno, že podle farních záznamů zde byla již ve 12. století zřízena fara. Muselo se jednat o malou osadu, která vznikla v 10. století nebo ještě dříve. V té době byl zde postaven menší hrad, který se jmenuje Hradisko. Pokud je obecní kronika založena na "farních záznamech", naznačuje to, že v minulosti existovala farní kronika, ale bohužel se ztratila. Z papežských desátkových rejstříků se dozvídáme, že ves Klenov byla samostatnou farností v roce 1330, z čehož přirozeně vyplývá dřívější existence vsi i farnosti před rokem 1330. Šlechtic Mikuláš z Perína, který byl majitelem Křižovian, v dopise psaném papeži do Avignonu v roce 1340 uvádí, že mezi jeho poddanými byli i Rusíni - Rutheni. Jedná se o první písemnou zmínku o přítomnosti Rusínů (řeckokatolíků) v Šariši.
Řeckokatolický farní kostel náleží pod děkanát Prešov, archeparchie prešovské.

### Kostel
Řeckokatolický raně gotický farní kostel se nachází na návrší (543 m n. m.) v jihovýchodní části obce. Byl postaven v první třetině 14. století. Byl opravován v 16., renesančně přestavěn byl 17. století a začátkem 18. století byl upraven do barokní podoby. V roce 1913 byl renovován. V roce 1993 by prohlášen kulturní památkou Slovenska včetně areálu a ochranné opevňovací zdi s dřevěnou zvonicí. Při renovaci kostela v roce 2005 byly odkryty záklenky a ostění raně gotických oken a jižního portálu.

#### Popis
Kostel je jednolodní zděná stavba na půdorysu obdélníku s pravoúhlým závěrem a sakristií na severní straně. Fasáda je členěná novodobými okny a opěrnými pilíři. Při opravě v roce 1913 byla původní raně gotická okna nahrazena obdélníkovými okny se segmentovým záklenkem.

#### Interiér
Vybavení interiéru pochází z přelomu 19. a 20. století. V kněžišti je zachovaná renesanční hřebínková křížová klenba a část zrušeného kamenného pastoforia, v lodi je valená klenba s lunetami z 18. století. V roce 1913 byl kostel vymalován akademickým malířem Mikulášem Jordánem. Ikonostas pochází z roku 1913 a je na něm nad carskými dveřmi vyobrazen znak donátora barona Emericuse Ghillányiho z Fričovce (1860–1922). Lavice pochází z roku 1914.

### Zvonice
U chrámu se nachází dřevěná třípodlažní zvonice z roku 1742, která byla renovovaná v roce 1816. 
Základem konstrukce je komolý jehlan tvořený rohovými štenýři, které vybíhají až nad předsazené zvonové patro. Na štenýře je posazen zvonový rošt se zvony z roku 1648 (velký zvon) a z roku 1918. Zvonový rošt (střední podlahový trám) podpírá středový sloup. Ve spodní části je po obvodě okapová stříška. Předsazené zvonové patro má po dvou oknech na každou světovou stranu a je ukončeno vysokou lomenou jehlancovou stříškou. Střecha je šindelová a zvonice je vertikálně bedněna deskami a lištami. Zvonice má čtvercový půdorys o ploše cca 40 m² a výšku 12 m. Jeden ze zvonů nese název Cyril a Metoděj (1648) na němž je nápis Dar Josifa Cmora i Klembarskych virnikov.

### Ohradní zeď
Kamenná ohradní zeď kolem kostela byla postavena v 16. století a byla opravována v 17. století.

## Galerie

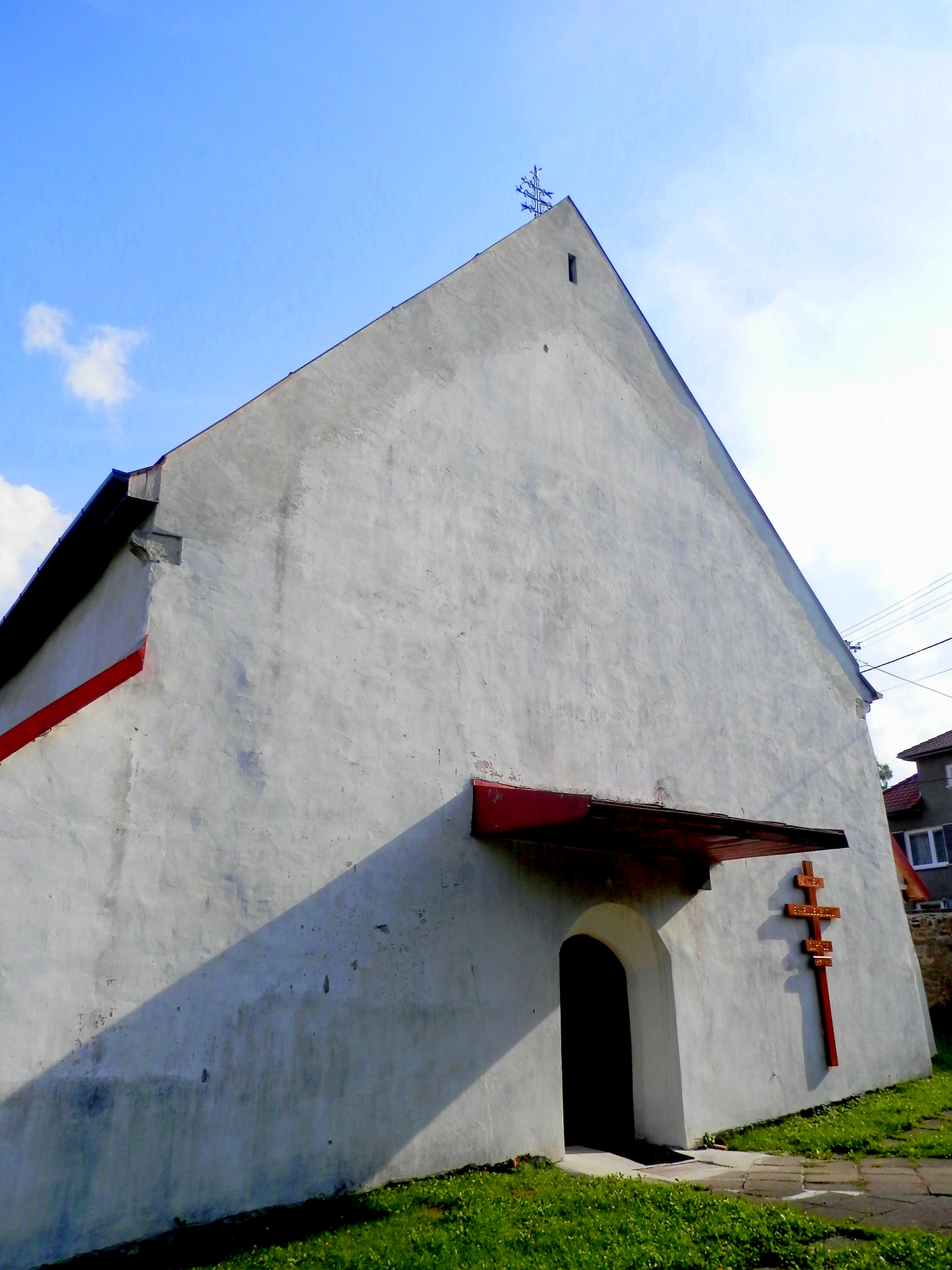
Vchod do kostela
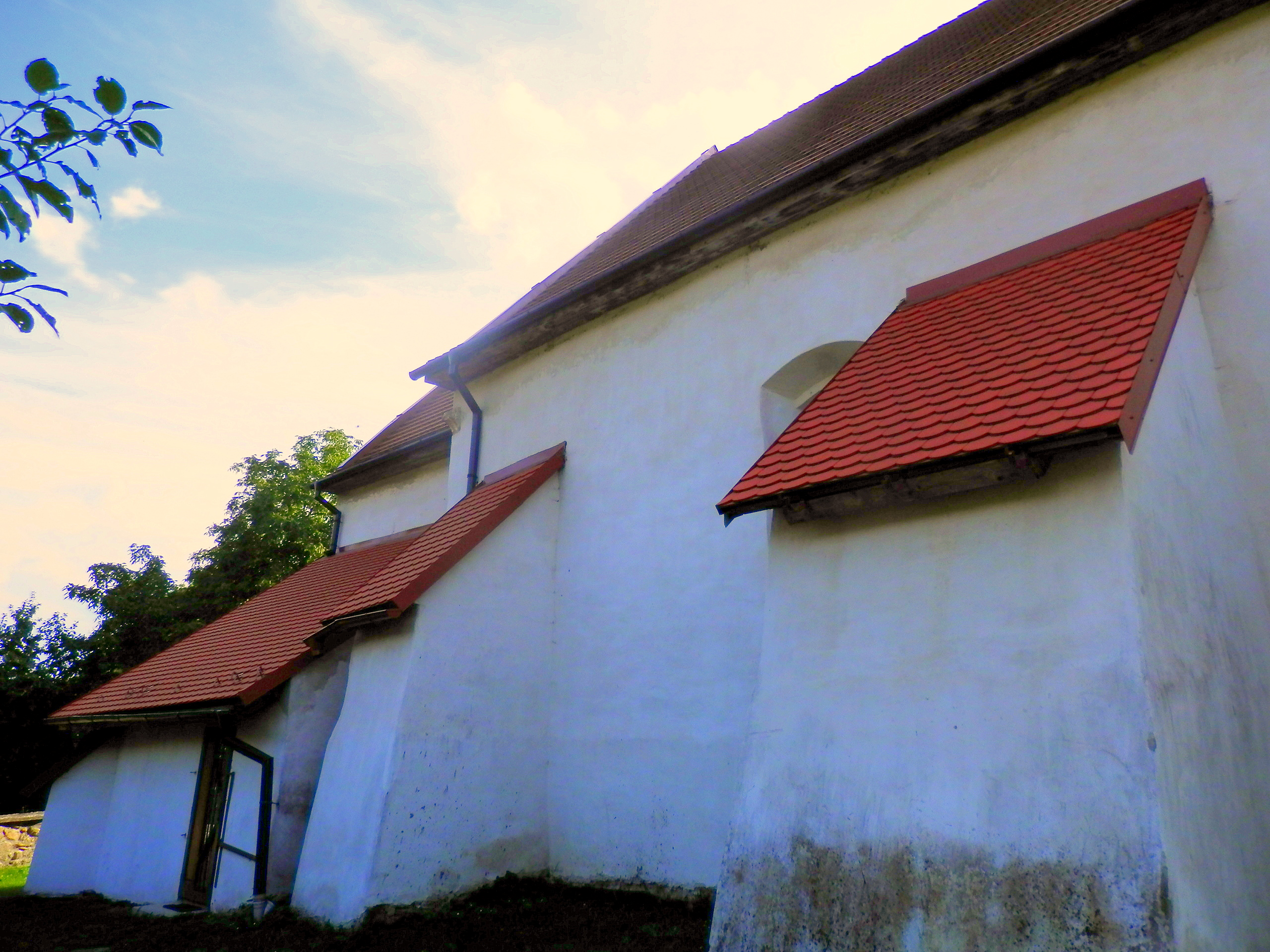
Opěrné pilíře a sakristie
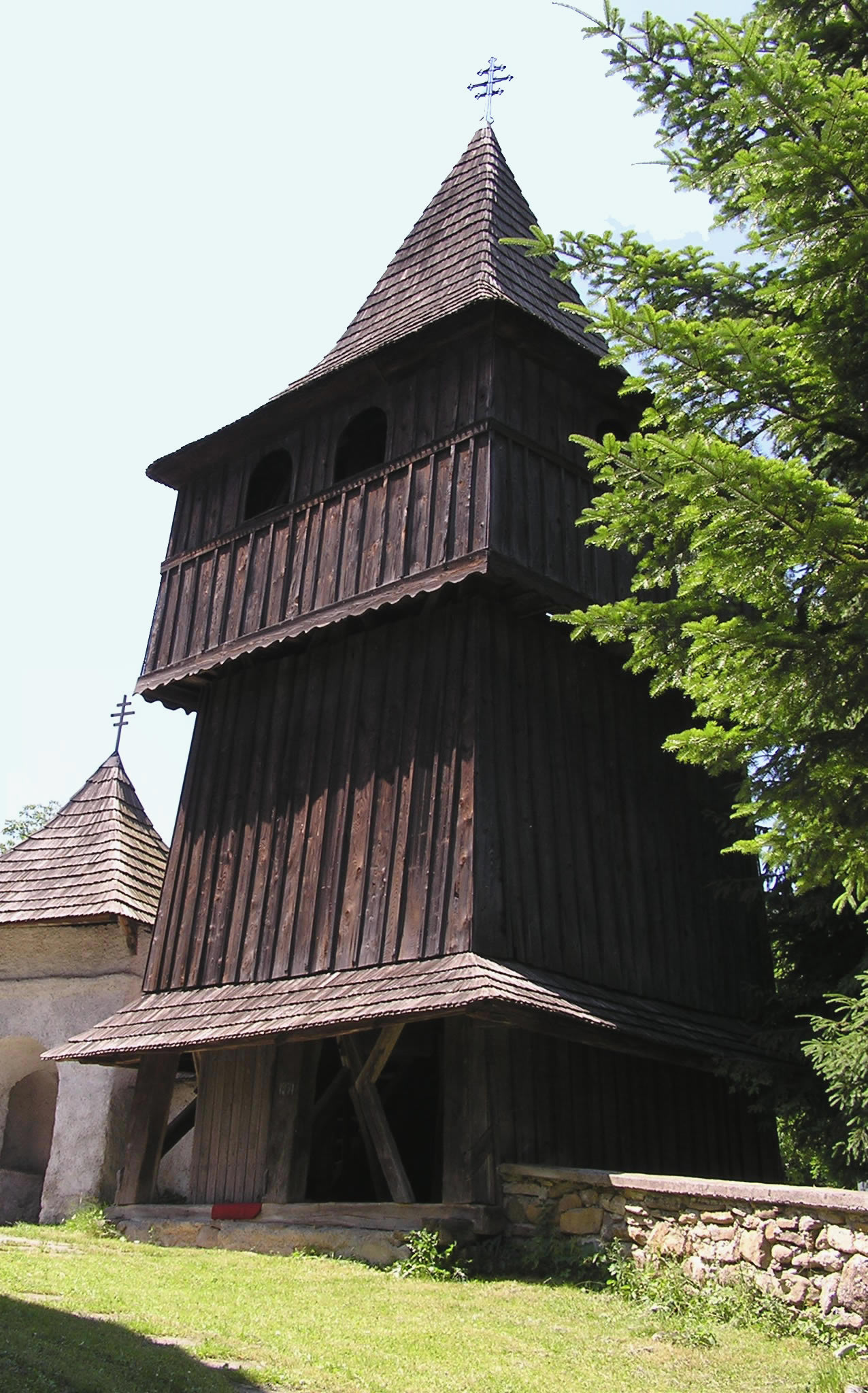
Zvonice
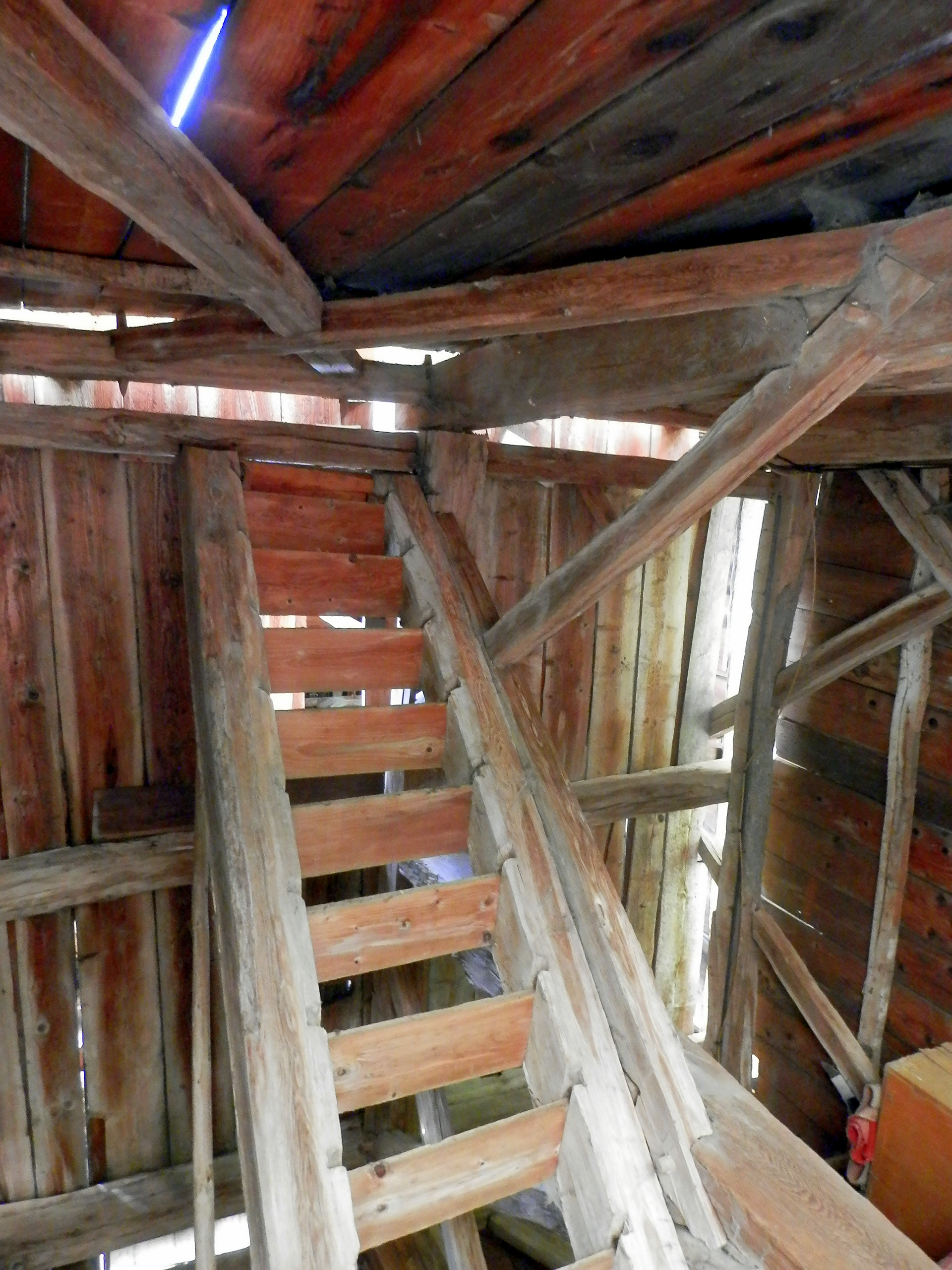
Schodiště ve zvonici
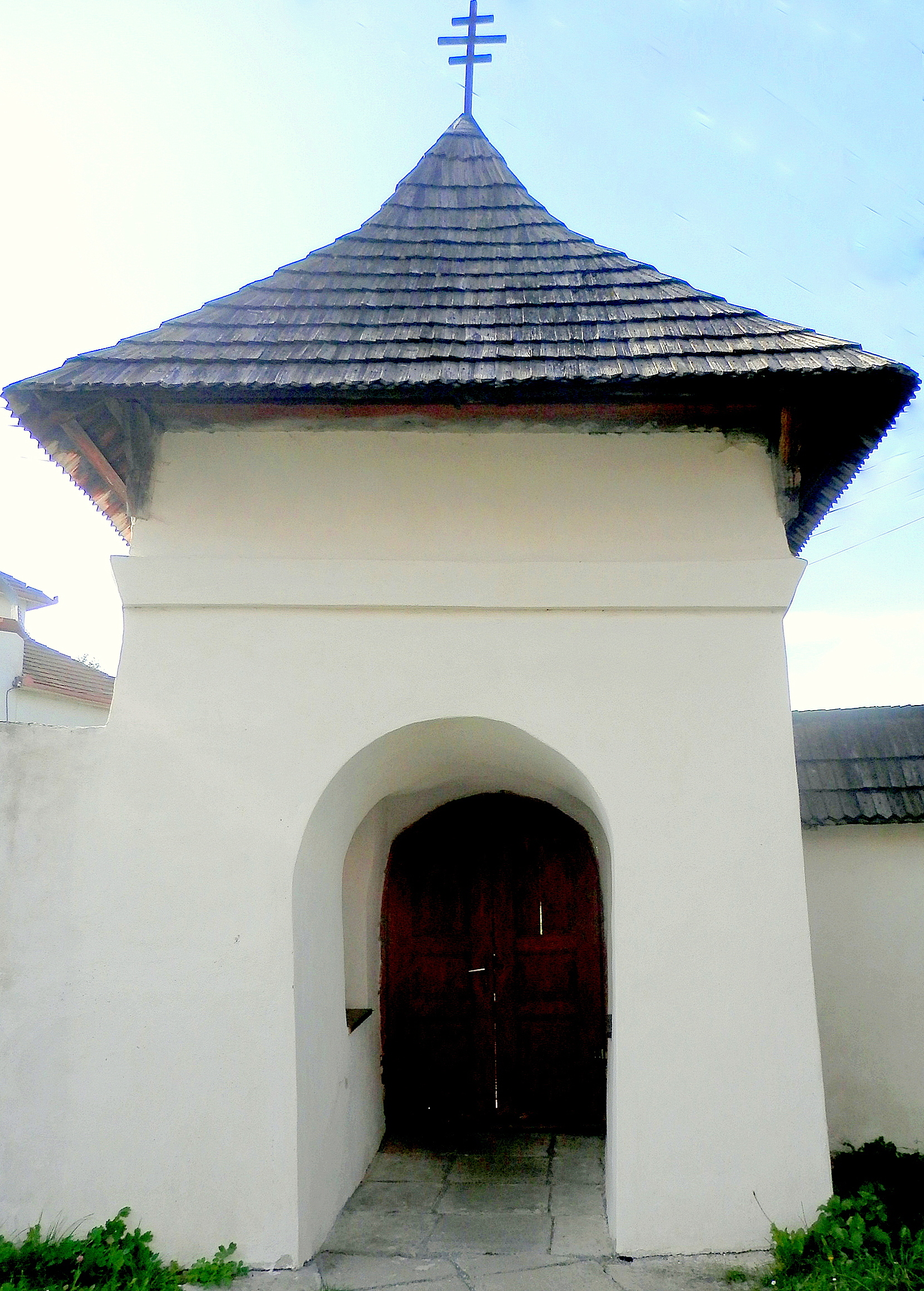
Vstup v kamenné ochranné zdi
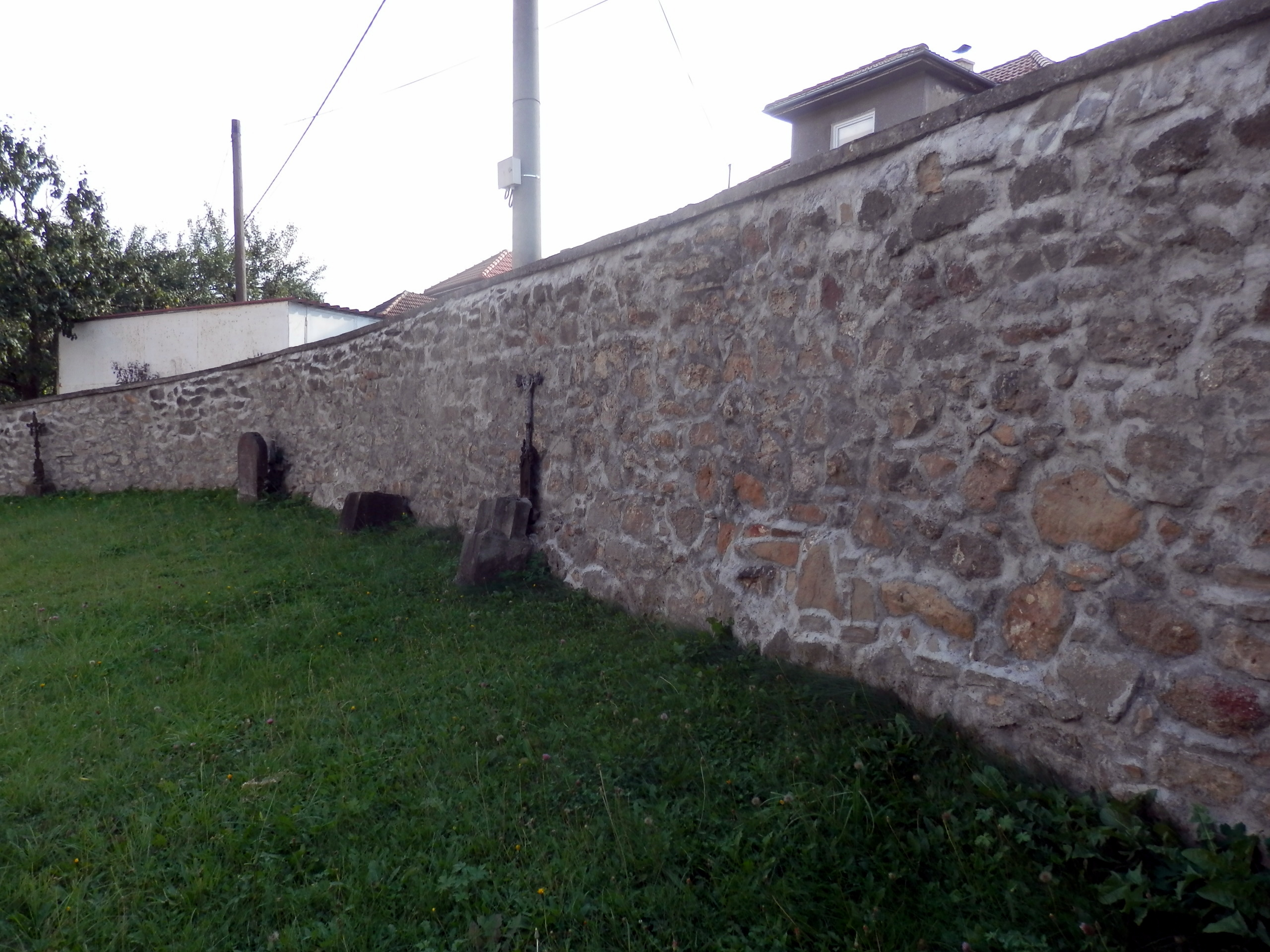
Kamenná ochranná zeď
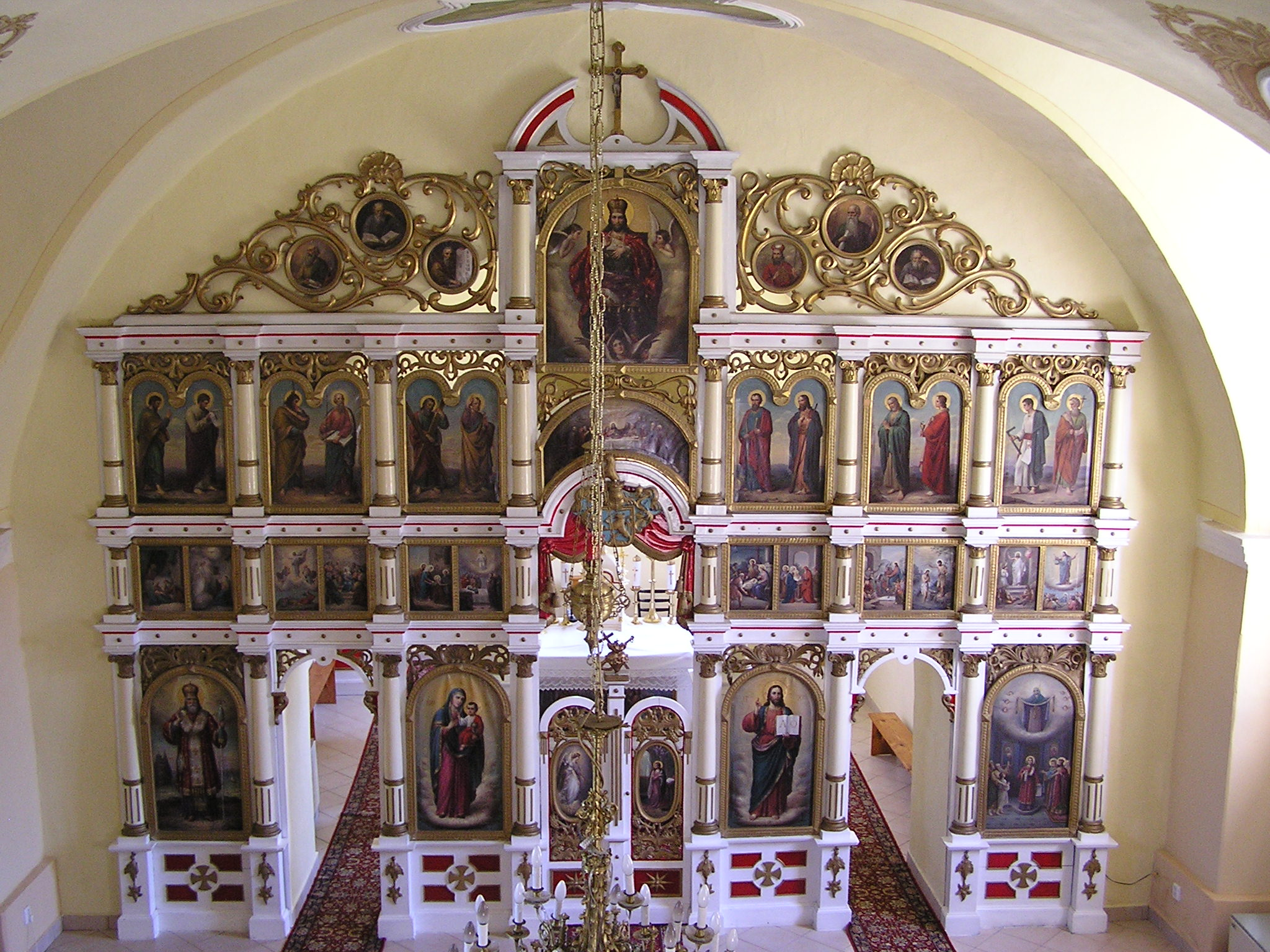
Ikonostas
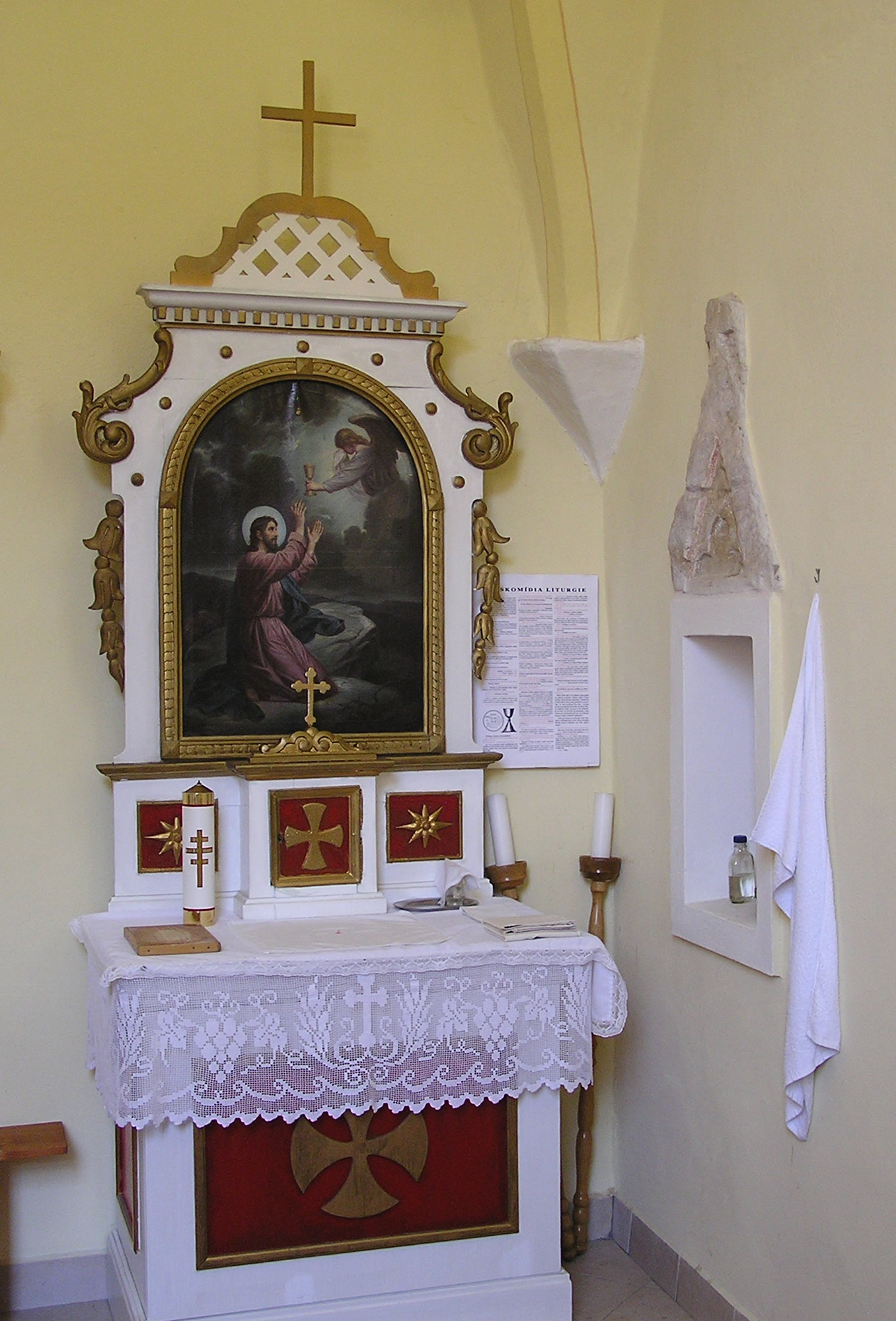
Boční oltář